# Wzgórze Chramowe
Wzgórze Chramowe – wzniesienie znajdujące się w obrębie Pyrzyc w dzielnicy Starego Miasta. Na wzniesieniu znajduje się kościół pw. NMP Bolesnej). Kościół został zniszczony 5 lutego 1945 podczas działań wojennych, a jego odbudowę rozpoczęto dopiero w maju 1987. Obecnie wewnątrz kościoła znajduje się tryptyk ołtarzowy, będący kopią wzorowaną na ołtarzu w Ciećmierzu koło Gryfic.